# Malaltia dels costos de Baumol

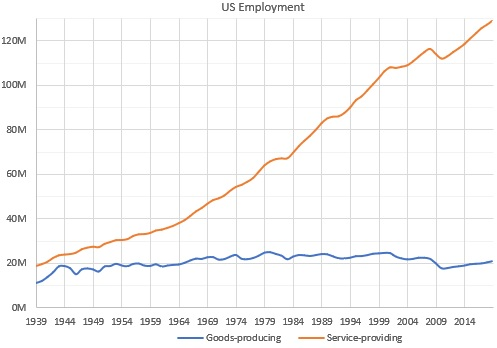
L'ocupació als Estats Units ha crescut majoritàriament al sector serveis

La malaltia dels costos o llei de Baumol consisteix en l'augment dels salaris en sectors que no han experimentat cap increment en la productivitat laboral com a resposta a l'augment de salaris en altres sectors que sí que han experimentat un creixement en la productivitat. Fou proposat per primera vegada als anys 60 pels economistes americans William Baumol i William Bowen.
L'increment de salaris en feines sense guanys de productivitat deriva de la necessitat de competir per treballadors amb feines que sí que han patit creixement de la productivitat i, per tant, poden pagar salaris més alts de manera natural, tal com prediu l'economica clàssica. A tall d'exemple si el sector minorista paga als seus gerents salaris del segle xx, aquests gerents poden decidir d'anar-se'n al sector de l'automòbil, on els salaris són més alts gràcies a una major productivitat laboral. Així doncs, els salaris dels gerents del sector minorista augmenten no per la productivitat laboral del propi sector sinó per la d'altres indústries.

## Descripció
L'estudi original que inspirà el concepte se centra en el món de les arts escèniques.
El 1965, la Fundació Ford proposa als dos autors d'elaborar un diagnòstic sobre la salut econòmica dels teatres de Nova York. Cerquen determinar els motius pels quals les sales d'espectacles de Broadway enregistren un augment dels costos d'explotació, una manca de rendibilitat crònica, i un públic cada vegada menys nombrós.
Segons aquesta llei, l'economia es divideix en dos sectors:
1. el sector progressiu que es caracteritza per un fort ascens dels guanys de productivitat i un alt nivell salarial

1. el sector arcaic que es caracteritza per una feble ascens o àdhuc una estagnació dels guanys de productivitat i un baix nivell salarial

El bé cultural de l'espectacle es desenvolupa en el sector arcaic. Aleshores, els guanys de productivitat són quasi inexistents: un quartet de corda toca durant el mateix temps i amb el mateix nombre de músics el 1865 com al 1652. El factor treball per tant predomina i roman incompressible (no podem per exemple eliminar els tenors d'una òpera). Endemés, la remuneració a la indústria de l'entreteniment tendeix a alinear-se amb altres sectors. Els ingressos d'altra banda creixen menys ràpidament, engendrant tensions inflacionistes. Aquest fenomen es coneix com a malaltia dels costos creixents.
Al contrari, la durada de fabricació d'un automòbil es reduí a la meitat a les fàbriques Renault tan sols entre 1995 i 2003. A més, la productivitat en la fabricació d'ordinadors augmenta de mitjana un 60% anual. Això mena a una alça dels salaris dels sectors on augmenta la productivitat. A fi de contractar treballadors competents, els sectors on la productivitat no augmenta han d'incrementar els salaris al seu torn.